# Ana Matronic
Ana Lynch (Portland, Oregón; 14 de agosto de 1974), más conocida como Ana Matronic, es una músico estadounidense, componente del grupo estadounidense Scissor Sisters.

## Biografía
Antes de trasladarse a Nueva York, vivió una temporada en San Francisco. Aquí trabajaba en el club Trannyshack, donde llegó a la final del concurso Miss Trannyshack. Esta experiencia en Trannyshack fue su inspiración para comenzar en el mundo de la comedia, dedicándose a la imitación.
Ella terminó por unirse a la banda Scissor Sisters, que había sido fundada por Jake Shears y Babydaddy después de hacer su primera actuación en un cabaret llamado Knockoff, situado en Lower East Side, en Manhattan. Ella ha declarado que el objetivo del grupo es que las personas que muestran sus fantasías, traten de escapar de la rutina e intenten cumplir sus sueños. Entre los fanes de Scissor Sisters hay admiradores que sostienen una afinidad especial para Ana, los que (entre ellos) se llaman "monjas". Los fanes que sienten atracción hacia ella, incluso si no se sienten atraídos por mujeres, se refieren a sí mismos con el término "Anasexual".
Su nombre artístico es un homenaje a la mujer biónica, está inspirado en un amor profundo y duradero hacia los robots. Tiene un tatuaje en su hombro derecho, cuyo dibujo es el trazado de un circuito biónico. Su película favorita es Beyond the Valley of the Dolls.
En 2005, se estrenó en solitario con la canción Jetstream, tomada del álbum Waiting for the Siren's Call. 
En 2004 reveló a la revista británica Glamour que sus padres se divorciaron cuando ella era pequeña, debido a la homosexualidad de su padre; diciendo que después, su padre murió de sida cuando ella contaba con 15 años. En esta revista, también declaró que su acercamiento a la comunidad homosexual es intentar el acercamiento que no tuvo con su padre.
De pequeña asistió al instituto de la pequeña ciudad de Brush Prairie, en el estado de Washington.